# Талабуев, Владислав Николаевич
Владисла́в Никола́евич Талабу́ев (27 сентября 1951, Свердловск) — российский музыкант. Джазовый и классический саксофонист и кларнетист, руководитель ансамбля, один из самых опытных концертмейстеров группы саксофонов в Екатеринбурге, Заслуженный артист Российской Федерации (2007).
Владислав Николаевич играет на саксофонах (альт, сопрано), кларнете, флейте, духовом MIDI-контроллере Yamaha WX-5.
С разными группами выступал на фестивалях в Чебоксарах, Риге, Ленинграде (1988), Таллинне (1988, 1996).
Работал и продолжает сотрудничество с коллективами и музыкантами: [www.xorosho.com/xoroshaya_muzika/36816-ama-jazz-4tet-1996-in-one-breath-free-jazz-avant.html квартет «AmaJazz»] (1987-94), биг-бенд Николая Баранова (1991-92), биг-бэнд штаба Центрального военного округа, джаз-квартетом «Белый кадиллак» (с 1994), танцевальным коллективом «Провинциальные танцы» Екатеринбург (1991), саксофонистом Сергеем Летовым («Уральский Характер» 2001), группой «Djanglers» (2010), гитаристом Николаем Григорьевым, барабанщиками Игорем Захаровым и Юрием Ковалевским (недоступная ссылка), пианистом Александром Титовым и многими другими.

## Биография
Интерес к джазу возник в юности, когда услышал записи Джона Колтрейна. Он признается: «Первым меня удивил Колтрейн, и он удивляет меня до сих пор». В дальнейшем восхищался игрой Владимира Чекасина.
С 1974 играл в различных ресторанных ансамблях, в 1978 собрал собственный квартет с гитаристом Евгением Писаком, барабанщиком Юрием Ковалевским (недоступная ссылка) и пианистом Александром Миттельманом.
В годы учебы в Уральской государственной консерватории им. М. П. Мусоргского участвовал в 1 Всесоюзном конкурсе музыкантов-духовиков. В 1982 окончил Уральскую консерваторию по классу саксофона.
С 1982 года с разными коллективами регулярно выступал на фестивалях в Чебоксарах, Риге, Ленинграде (1988), Таллинне (1988, 1996). Участвовал как солист, как лидер квартета, ансамбля саксофонов, биг-бенда во Всесоюзных и Международных джазовых фестивалях, неоднократно становился их лауреатом. В том числе в составе оркестра штаба Центрального военного округа в Будапеште (Венгрия 1998г), в Германии (Бавария 2001г), и на международных фестивалях духовых военных оркестров стран НАТО в г. Менхенгладбах (Германия 2004).
В 1983—2008 работал в оркестре Екатеринбургского Государственного цирка.
С 1989 года как солист-импровизатор приглашается в оркестр Заслуженного артиста России Юрия Ли, с которым выступал в Германии, Бельгии, Ю.Корее, Голландии, Франции, Японии.
В 1992 организовал ансамбль саксофонов «Екатеринбург-92» и стал концертмейстером группы саксофонов в биг-бэнде Управления внутренних войск МВД России по Уралу.
В 1995 перешёл в биг-бэнд штаба Центрального военного округа. Параллельно сотрудничал с музыкантами всех направлений (в 1987-94 входил в трио в группу «AmaJazz», в 1981-82 играл в биг-бэнде Николая Баранова).
В 2007 году присвоено почетное звание «Заслуженный артист Российской Федерации».
С 2008 по 2010 работал с молодёжью в сфере дополнительного образования.
С 2010 руководит студенческим джаз-оркестром «Календарь» Уральской Горной академии.

## Награды и звания
- Заслуженный артист Российской Федерации (2007)

## Дискография
- Грампластинки
  - «Осенние ритмы-88» с трио М.Агре (Ленинград 1988г)
- CD-записи
  - "On the breath " с ансамблем АmaJazz (Leorecords London 1996г)
  - «The width jumps» с ансамблем И.Захарова (Екатеринбург 2001г)
- Видеозаписи:
  - «Белый Кадиллак» — Make me а memory (G. Washington jr.) — YouTube
  - «Белый Кадиллак» — Oh, Darling! (J.Lennon — P. McCartney) — YouTube
  - «Белый Кадиллак» — Maria Moca (S.Getz) — YouTube
  - «Белый Кадиллак» — Mambo Inn. (M.Bauza) — YouTube
  - «Белый Кадиллак» — On Broadway (M.Stoller — J.Leiber) — YouTube
  - «Белый Кадиллак» — I wish (S. Wonder) — YouTube
  - «Белый Кадиллак» — Can’t by me love (J. Lennon — P. McCartney) — YouTube
  - «Белый Кадиллак» — Spontaneous Combustion (G. Mitchell) — YouTube
  - группа «Djanglers» и Владислав Талабуев — Неудачное свидание
  - группа «Djanglers» и Владислав Талабуев — Sweet Georgia Brown
  - «Джазовый дуэт» Сергей Чашкин (гитара), Владислав Талабуев (кларнет) — YouTube
- Аудиозаписи выступлений:
  - Трио Александра Титова, Владислав Талабуев в зале джаз-клуба EverJazz (Екатеринбург)
  - Трио Александра Титова, Владислав Талабуев в зале джаз-клуба EverJazz (Екатеринбург)
  - Трио Александра Титова, Владислав Талабуев в зале джаз-клуба EverJazz (Екатеринбург)
  - Проект «Джаз, проверенный временем» Антонио Карлос Жобим и его Bossa Nova в зале джаз-клуба EverJazz (Екатеринбург)